# Visayakruiper
De visayakruiper (Rhabdornis rabori) is een vogelsoort uit de familie Rhabdornithidae (Filipijnse kruipers). De soort werd in 1950 als ondersoort van de bruinkopkruiper (R. inornatus) beschreven door de Canadese vogelkundige Austin L. Rand.

## Kenmerken
De vogel is 17 tot 18,8 cm lang. De vogel lijkt zeer sterk op de bruinkopkruiper, die echter gemiddeld kleiner is en een bruine kruin met witte streepjes heeft. De visayakruiper heeft een egaal grijze kruin. De snavel is relatief korter en dikker.

## Verspreiding en status
De visayakruiper komt alleen voor op de eilanden Panay en Negros (Filipijnen). Het is een vogel van tropisch heuvellandbos op hoogten tussen de 800 en 1800 meter boven zeeniveau. De soort is kwetsbaar door grootschalige ontbossing en staat als zodanig op de Rode lijst van de IUCN.